# Dolomedes tadzhikistanicus
Dolomedes tadzhikistanicus là một loài nhện trong họ Pisauridae.
Loài này thuộc chi Dolomedes. Dolomedes tadzhikistanicus được miêu tả năm 1976 bởi Andreeva.